# Araneus elatatus
Araneus elatatus là một loài nhện trong họ Araneidae.
Loài này thuộc chi Araneus. Araneus elatatus được Embrik Strand miêu tả năm 1911.